# 電流大戰 (電影)
是一部2017年的美國傳記歷史電影，由艾方索·戈梅茲-雷瓊執導，麥可·米特尼克編劇，並由班尼迪克·康柏拜區、麥可·夏儂、尼可拉斯·霍特、凱薩琳·華特斯頓與湯姆·霍蘭德等人擔綱主演。該片講述湯瑪斯·愛迪生（班尼迪克·康柏拜區飾演）與喬治·威斯汀豪斯（麥可·夏儂飾演）之間的「電流戰爭」。馬田·史高西斯擔任該片的執行製作人。
該片的發展始於2012年5月3日，當時製片人提默·貝克曼比托夫的製片公司Bazelevs Company買下了麥克·米特尼克的劇本《The Current War》。該片的主體拍攝始於2016年12月18日。《電流之戰》於2017年9月9日在2017年多倫多國際影展上舉行首映禮，而美國院線部分原定於2018年上映，但因原發行商溫斯坦影業的創辦人哈維·溫斯坦的性醜聞爆發而受阻。在換了發行商後，該片終於能在2019年上映。

## 劇情
該片講述支持直流電的湯瑪斯·愛迪生（班尼迪克·康柏拜區飾演）與支持交流電的喬治·威斯汀豪斯（麥可·夏儂飾演）爭相成為美國最大的供電商的故事。

## 角色
- 班尼迪克·康柏拜區 飾演 湯瑪斯·愛迪生，企業家及發明家。
- 麥可·夏儂 飾演 喬治·威斯汀豪斯，實業家及發明家。
- 尼可拉斯·霍特 飾演 尼古拉·特斯拉，發明家、物理學家、機械工程師、電機工程師、化学家和未來學家。
- 凱薩琳·華特斯頓 飾演 瑪格麗特·厄斯金，威斯汀豪斯的妻子。
- 湯姆·霍蘭德 飾演 塞繆爾·因薩爾，商業巨頭。
- 杜蓬斯·米德爾頓（英语：Tuppence Middleton） 飾演 瑪莉·史迪威·愛迪生，愛迪生的妻子[6]。
- 馬修·麥費狄恩 飾演 J·P·摩根，金融家。
- 康納·麥克納爾 飾演 威廉·凱姆勒，死刑犯，是史上首位以電椅處決的人。
- 達米恩·莫洛尼（英语：Damien Molony） 飾演 伯克·科克蘭（英语：William Bourke Cockran），政治家。

## 製作
2012年5月3日，提默·貝克曼比托夫的公司Bazelevs Company買下了麥可·米特尼克的劇本《The Current War》。貝克曼比托夫從小就在父親的影響下對電氣情有獨鍾，他也將擔任該片的導演。2014年3月31日，據報導，班·史提勒正在為執導該片一事進行談判。2015年9月24日，班尼迪克·康柏拜區與傑克·葛倫霍正分別為飾演湯瑪斯·愛迪生及喬治·威斯汀豪斯的事宜與片商協商，艾方索·戈梅茲-雷瓊有意出任導演。
2016年9月29日，麥可·夏儂加盟了劇組，飾演威斯汀豪斯。10月4日，尼可拉斯·霍特簽約飾演尼古拉·特斯拉。11月，凱薩琳·華特斯頓與湯姆·霍蘭德雙雙加入了主演行列。12月，據報導，杜蓬斯·米德爾頓與馬修·麥費狄恩將出演該片。主體拍攝始於12月18日，地點位在倫敦及周邊的地區，如布拉克內爾的史溫利森林及諾森伯蘭郡的羅斯伯里與克拉格塞德。丁正勳出任該片的攝影指導，而美術設計師則由珍·羅夫斯擔任。麥克·沃金森負責設計片中的服裝。拍攝作業計劃於2017年2月1日結束。《電流大戰》由大衛·崔廷伯格剪輯。

## 上映
《電流大戰》原計劃於2017年12月22日在美國院線上映，將與同期上映的電影《縮小人生》、《郵報：密戰》及《大娛樂家》競爭。電影的首映禮在2017年9月的2017年多倫多國際影展上舉行，評價不佳。2017年10月，因發行商溫斯坦影業的創辦人哈維·溫斯坦的性醜聞爆發，使得該片被迫從原定院線檔期上撤下。
2018年10月，燈籠娛樂在溫斯坦影業破產後將其收購，並與一家國際電影發行商13 Films達成協議，合作在美國以外的國家推出《電流大戰》。2019年4月，據報導，101工作室（101 Studios）以300萬美元的價格買下了該片在美國的發行權，並承諾會在院線大規模上映。導演艾方索·戈梅茲-雷瓊表示，先前在多倫多國際影展播放、飽受批評的是經過溫斯坦剪輯的版本，之後他又多添加了5個橋段，並將總片長刪減了10分鐘左右。在製片人提默·貝克曼比托夫提供的額外資助下，戈梅茲-雷瓊成功完成了補拍、剪輯的作業。
2019年5月，據報導，《電流大戰》終於能在2019年10月4日在美國上映，後來延至10月25日。由於先前在多倫多國際影展展出的是溫斯坦剪輯過的版本，該片在經過導演戈梅茲-雷瓊的重新修改後，以「The Current War: Director's Cut」的片名在美國上映，加上了「導演剪輯版」的字樣。戈梅茲-雷瓊表示，溫斯坦版本引來的批評令他痛苦無比，如今這項改動讓他們可以「重新開始」。

## 迴響

### 評價
2017年影展版本在評論匯總網站爛番茄上獲得31%的新鮮度，共根據49條評論，平均得分4.73／10。2019年上映的導演剪輯版在爛番茄上取得較好的成績，根據63條評論獲得60%的新鮮度，平均得分6.34／10。另一影評網站Metacritic綜合兩個版本的影評，給出49分的分數，對應的評語為「口碑一般」。據CinemaScore進行的調查，觀眾給予導演剪輯版的平均評價於A+至F間落於「B」，而在PostTrak上則取得3.5顆星（滿分5顆）的分數。

### 票房
在美國與加拿大，《電流大戰》與《黑與藍》和《死亡倒數計時》同期上映，《綜藝》雜誌預測該片將於首映週末透過1,020家電影院進帳約300萬美元的票房。該片於星期五開畫當天進帳94.7萬美元，首映週末票房總計270萬美元，排名第九。

## 備註
1. 由於版本不同，該片於2019年在美國上映時採用「The Current War: Director's Cut」（電流大戰：導演剪輯版）的片名，詳情見#上映章節。

## 外部連結
- 互联网电影数据库（IMDb）上《電流大戰》的资料（英文）
- Metacritic上《電流大戰》的資料（英文）
- 爛番茄上《The Current War》的資料（英文）
- 爛番茄上《The Current War: Director's Cut》的資料（英文）